# Museo militar de Yemen
El Museo militar de Yemen o simplemente el Museo militar (en árabe: المتحف الحربي ) es un museo en el centro de la ciudad de Saná, capital del país asiático de Yemen. Se encuentra en la esquina suroeste de la plaza Al-Tahrir, junto a la Biblioteca nacional de Yemen. Tiene una amplia gama de artefactos de objetos antiguos hasta elementos que provienen del período durante la ocupación británica y la revolución posterior.